# Reino de las Dos Sicilias
El Reino de las Dos Sicilias (en italiano: Regno delle Due Sicilie; en napolitano: Regno d"e Ddoje Sicilie; en siciliano: Regnu dî Dui Sicili) fue un  Estado soberano de la Italia meridional, creado en 1816, de la unión de los territorios de los anteriores reinos independientes de Nápoles y Sicilia. Sus gobernantes fueron miembros de la Casa de Borbón-Dos Sicilias, una rama menor de los Borbones españoles, fundada por Carlos VII de Nápoles y V de Sicilia, en 1734.
Los antiguos reinos de Sicilia y Nápoles llevaban ligados a la Corona de Aragón desde los siglos XIII y XV, respectivamente. Con el desmembramiento de la Monarquía Hispánica en el Tratado de Utrecht (1713), esos reinos pasaron bajo los Habsburgo de Austria, pero poco después los monarcas Borbones trataron de recuperarlos, dando lugar a la guerra de la Cuádruple Alianza. Aprovechando la guerra de Sucesión polaca, en 1734, Carlos de Borbón, el entonces duque de Parma y futuro soberano, derrotó a los austriacos con las tropas de su padre el rey Felipe V de España, recuperó estos reinos para su dinastía, y fue reconocido de inmediato por Francia en virtud del Primer Pacto de Familia y en 1737 por los Estados Pontificios y, a continuación, por el resto de los Estados italianos.
A la muerte de su hermano Fernando VI de España, Carlos III cedió el trono de Nápoles-Sicilia a su hijo Fernando I, para poder ceñirse la Corona española. Fernando I de Nápoles, tras el periplo causado por la Revolución francesa y las guerras napoleónicas que habían hecho que Fernando VII se exiliara en Francia, regresó al trono napolitano con un fuerte sentimiento de resistencia patriótica y cambió la denominación Nápoles-Sicilia por la de Reino de las Dos Sicilias, en 1816. Su bisnieto, Francisco II de las Dos Sicilias, perdió el trono en 1861, conquistado por Giuseppe Garibaldi tras la denominada Expedición de los Mil. Con esta conquista, el Reino de las Dos Sicilias dejó de existir como Estado independiente, pasando a formar parte del Reino de Italia unificado.

## Origen del nombre
El origen del nombre Dos Sicilias se remonta a la llegada a Italia de Carlos I de Anjou, en 1259, quien recibió el Reino de Sicilia por mano de la Curia romana, para luchar contra la hegemonía de la dinastía de los Hohenstaufen del Sacro Imperio Romano Germánico, reinante  en el sur de Italia. Después de la revuelta de las Vísperas sicilianas contra la dinastía de Anjou, ocurrida en el año 1282, el reino fue dividido en dos partes: la isla siciliana quedó gobernada por reyes aragoneses, mientras, la parte peninsular, siguió siendo gobernada por los Anjou. Ambas dinastías se arrogaron el título de Rey de Sicilia. De aquí nacieron las denominaciones Regno di Sicilia al di qua del faro (Reino de Sicilia de este lado del faro) y Regno di Sicilia al di là del faro (Reino de Sicilia del otro lado del faro), en referencia al Faro de Mesina. En el Congreso de Viena de 1816, se oficializó la unión del Reino de Sicilia y del Reino de Nápoles y, Fernando I, hijo de Carlos VII de Nápoles, V de Sicilia y III de España, utilizó el nombre de Dos Sicilias para denominar el nuevo reino.

## Historia

### Los Borbones en Nápoles

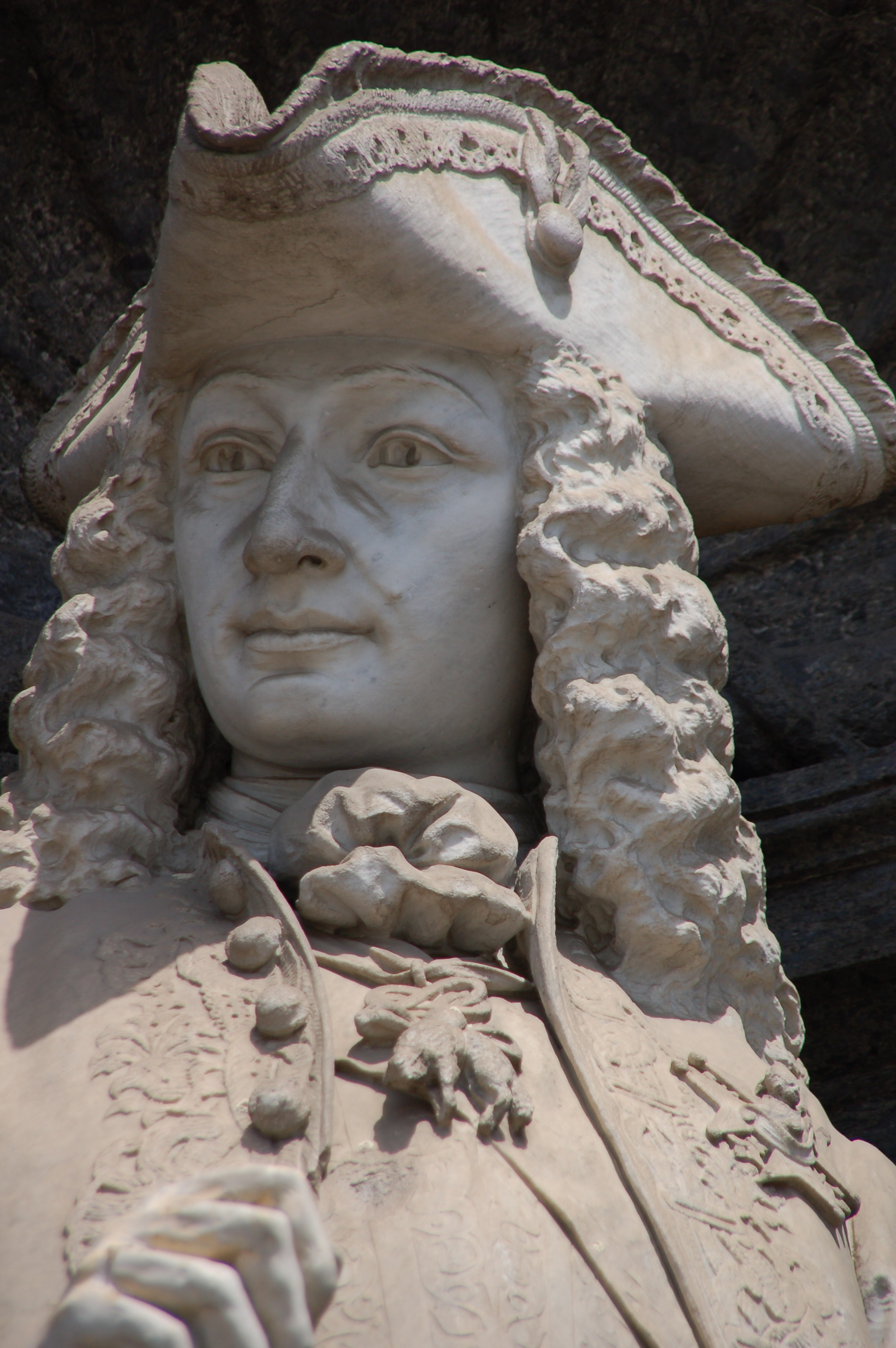
Estatua de Carlos VII de Nápoles en la fachada del Palacio Real de Nápoles.

El 10 de mayo de 1734, en el curso  de la Guerra de Sucesión Polaca, el futuro Carlos VII de Nápoles (y posteriormente III de España), perteneciente a la Casa de Borbón, entró en Nápoles y se coronó rey de Sicilia al año siguiente. De esta forma obtuvo el trono de ambos reinos del sur de Italia, que hasta entonces habían estado en manos de Carlos VI del Sacro Imperio Romano Germánico. Cuatro años después, en 1738, el Tratado de Viena puso fin a la contienda, y los reinos de Nápoles y Sicilia consiguieron la  independencia de los Habsburgo de Austria. A pesar del tratado, continuaron las hostilidades. En agosto de 1744, el ejército de Carlos VII de Nápoles, venció en la batalla de Velletri a los austríacos que querían reconquistar el reino.
En 1759, Carlos VII abdicó en favor de su hijo, el futuro Fernando IV de Nápoles, y regresó a España para coronarse rey, pues su hermano de padre, Fernando VI, había muerto sin descendencia, y él era el siguiente en la línea de sucesión.
En el ámbito civil, la situación económica y social de Reino de Nápoles a comienzos del siglo XVIII era desastrosa, por lo que Carlos VII realizó un proceso de reformas de carácter Ilustrado. Las primeras reformas de su reinado se basaban en la lucha contra los privilegios eclesiásticos: en 1741 se redujeron el derecho de asilo y otras inmunidades por medio de un concordato, y los bienes de la Iglesia fueron subordinados a la fiscalidad.
Carlos VII gobernó Nápoles durante un cuarto de siglo, notándose en el reino una gran alza en la producción agropecuaria y en el comercio.
Además, el rey trasladó la residencia real a Caserta, donde mandó a construir el Palacio Real de Caserta, actualmente Patrimonio de la Humanidad. También mandó a construir el palacio de Portici, el museo de Capodimonte y el Teatro San Carlo, el más antiguo teatro de ópera  activo del mundo. Hizo construir también un albergue para indigentes y ordenó que empezaran las excavaciones en Pompeya y Herculano.

### Fernando IV y el período napoleónico

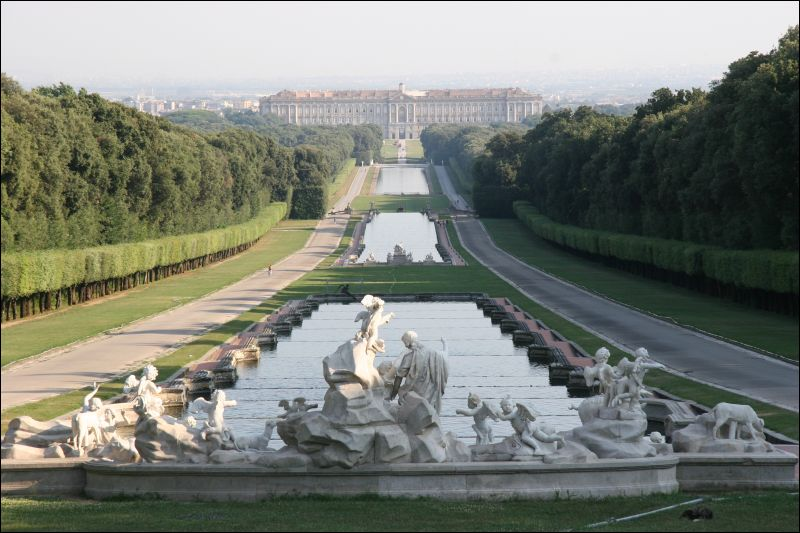
Fachada norte del Palacio Real de Caserta y passeggio monumental del parque, ambos fruto del genial diseño de Luigi Vanvitelli. La figura dominante del palacio queda engrandecida gracias a la perspectiva escénica que le otorgan los escalonados jardines.

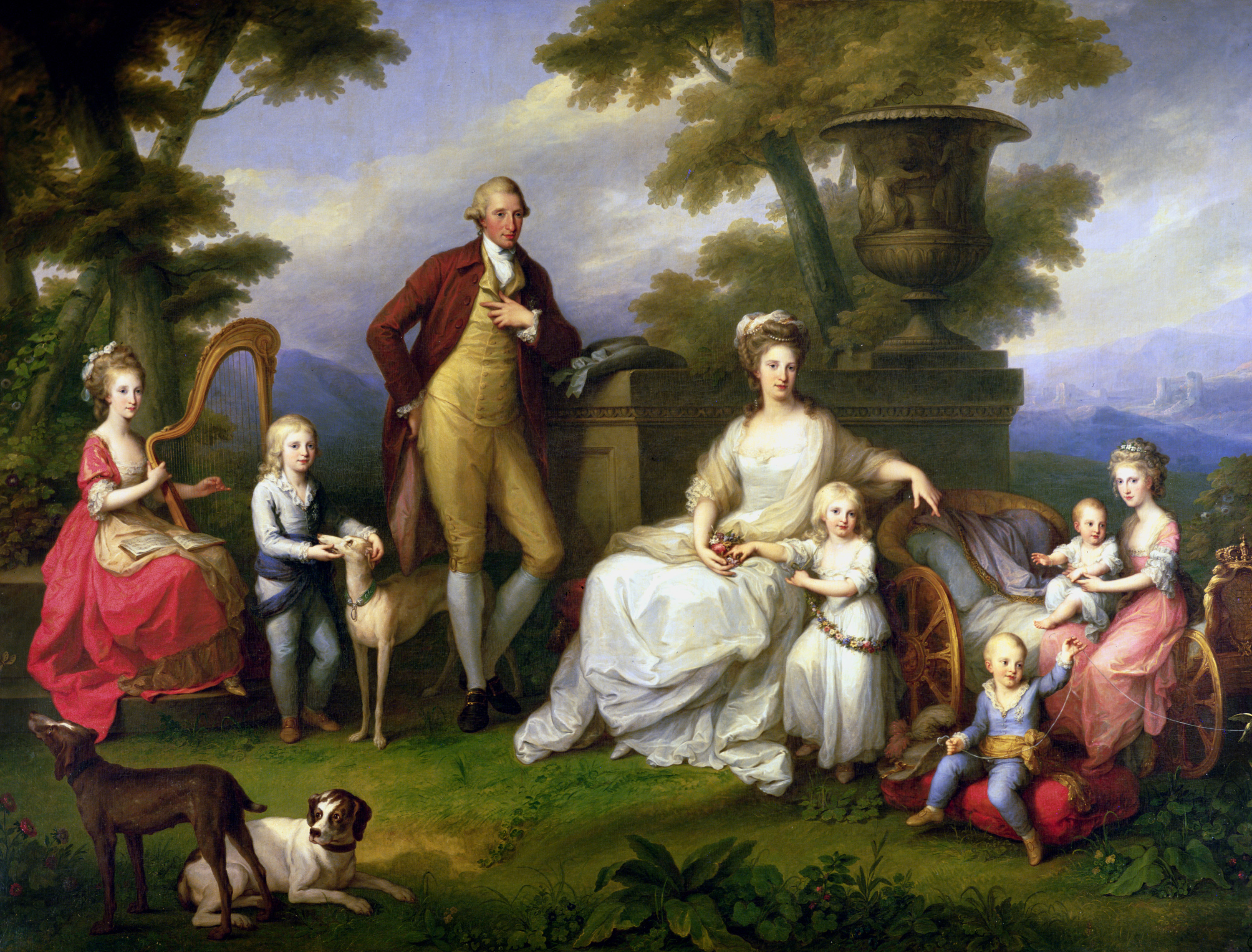
María Carolina y Ferdinando I, rey de las Dos Sicilias, con sus hijos cuando eran niños, pintura de Angelica Kauffmann.

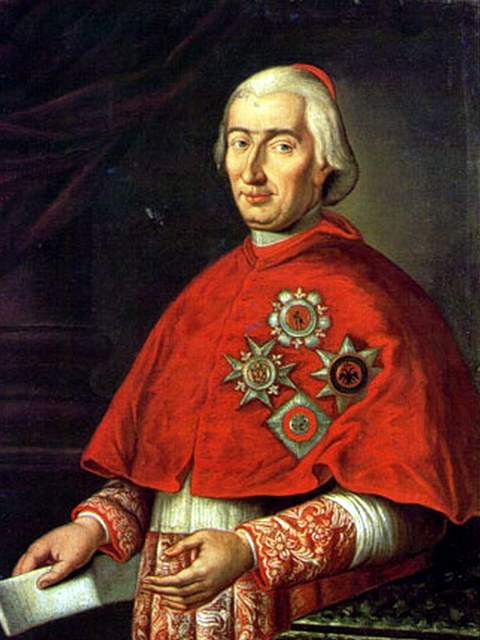
El cardenal Fabrizio Dionigi Ruffo (San Lucido, 16 de septiembre de 1744 - Nápoles, 13 de diciembre de 1827).

En 1759, después de la partida del rey Carlos, convertido en rey de España, subió al trono Fernando IV de Nápoles, con solo ocho años de edad. Los principales regentes del reino durante la minoría de edad del futuro rey fueron Domenico Cattaneo, príncipe de San Nicandro, y el marqués Bernardo Tanucci.
En 1768, Fernando IV se casó con María Carolina de Austria, hija de la emperatriz María Teresa I de Austria y hermana de María Antonieta, reina de Francia. Mientras que Fernando IV solo se preocupó de las relaciones con la Iglesia y de la construcción de obras públicas, como la Academia de Bellas Artes de Nápoles o la Casina Vanvitelliana, la nueva reina logró controlar a su marido y a participar activamente en el gobierno del reino, llegando a poseer una posición de gran poder.
En los primeros años de gobierno, María Carolina se mostró tolerante con los movimientos republicanos. Sin embargo, tras la caída de Luis XVI durante la Revolución francesa, se unió a la Primera Coalición que formaron varios Estados europeos en contra de Francia, instituyendo severas persecuciones contra todos los sospechosos de simpatizar con la causa revolucionaria francesa.
En 1796, Napoleón Bonaparte invadió Italia y venció con facilidad a las tropas austriacas y a los débiles gobiernos locales. En 1798, los franceses ocuparon Roma y los jacobinos crearon la República romana. Fernando IV de Nápoles envió un ejército para frenar a los franceses. En un primer momento, el general napoleónico Jean Étienne Championnet se retiró de Roma, permitiendo que el rey Fernando IV entrase triunfalmente. Pero luego Championnet contraatacó y el ejército napolitano no fue capaz de resistir, retirándose hacia Nápoles y entregando a los franceses todas las fortalezas de los territorios septentrionales del reino, incluyendo Gaeta.
El 8 de diciembre de 1798, Fernando IV, realizó desde L'Aquila una proclama por la que llamaba a los ciudadanos a defender el reino. En su marcha hacia Nápoles, el general Championnet, se encontró con una fuerte resistencia de campesinos en Abruzzo y Lacio, destacando la que organizó Michele Pezza, apodado Fra Diavolo.
Finalmente, los franceses llegaron hasta las puertas de Nápoles. El 22 de diciembre de 1798, el rey abandonó la capital meridional para trasladarse a Sicilia. Sin embargo, la resistencia fue eficaz, según reconoció el propio general Championnet, pero inútil. Los defensores fueron bombardeados por los mismos napolitanos jacobinos que apoyaban la invasión francesa, y finalmente lograron tomar el Castel Sant'Elmo. Esta contienda, próxima a una guerra civil, costó la vida de ocho mil napolitanos y un millar de franceses.
El 22 de enero de 1799, un grupo de napolitanos jacobinos, entre los cuales estaban Mario Pagano, Domenico Cirillo, Nicola Fasulo, Carlo Lauberg y Giuseppe Logoteta, proclamaron en el Castel Sant'Elmo la República Partenopea. Este nuevo Estado se caracterizó por estar controlado por Francia y por no tener apoyo popular, sobre todo en las provincias, porque la población era leal a su antiguo rey y deseaba el retorno de la monarquía.  A fines de enero, el cardenal Fabrizio Ruffo viajó a Palermo para presentar al rey Fernando un proyecto de reconquista del Reino de Nápoles. Aceptado el plan, el cardenal volvió a Nápoles donde contó con el apoyo de los napolitanos. Miles de hombres se prepararon para luchar contra los jacobinos en defensa de los Borbones. Ruffo creó el Ejército Católico Real, y el 13 de junio de 1799, Fernando IV restauró la monarquía borbónica.
Después de la victoria en la Batalla de Austerlitz, el 2 de diciembre de 1805, Napoleón entró en Italia y dominó definitivamente Nápoles, declarando el fin de la dinastía de Borbón y nombrando rey a su hermano José Bonaparte. Fernando volvió a escapar a Sicilia donde, de acuerdo con Gran Bretaña, transformó la isla en un protectorado. En 1808, Napoleón consiguió la abdicación de los últimos borbones reinantes en Europa: Carlos IV de España y su hijo, Fernando VII. José Bonaparte se marchó a España para reinar y le sucedió en Nápoles Joaquín Murat, que gobernó hasta mayo de 1815.

### El congreso de Viena y el Reino de las Dos Sicilias

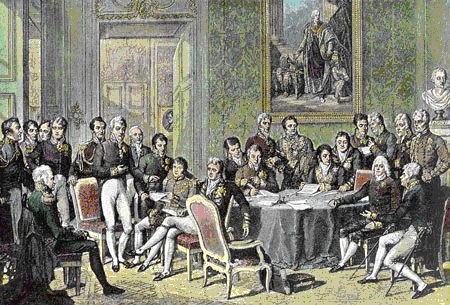
El Congreso de Viena, por Jean-Baptiste Isabey, 1819.

Después de 20 años de guerra entre la Francia napoleónica y el resto de las naciones europeas, el Congreso de Viena, iniciado en 1814 y concluido en 1815, basó la reorganización del Viejo Continente en el «principio de legitimidad», por el que se devolvían las tierras a sus antiguos monarcas. En Italia, esta política se aplicó con mucha elasticidad: la República de Génova fue agregada, en contra de su voluntad, al Reino de Piamonte-Cerdeña, para formar un Estado más fuerte que frenara a los franceses. La República de Venecia no fue restaurada. A pesar de haber contribuido a la derrota de Napoleón, el reino meridional no solo no obtuvo los pretendidos señoríos papales de Benevento y Pontecorvo, sino que perdió el estratégico enclave mediterráneo constituido por el archipiélago de Malta, en favor de Inglaterra.
El rey Fernando pagó un alto precio por recuperar su reino: debió renunciar a Malta, lo cual suponía asimismo una reducción del 10% sobre los derechos aduaneros de importación de sus productos.

El punto de mis derechos de soberanía sobre Malta debe ceder al interés mayor, el cual hoy es recuperar mi Reino de Nápoles.
Fernando I de las Dos Sicilias

### Fernando I de las Dos Sicilias

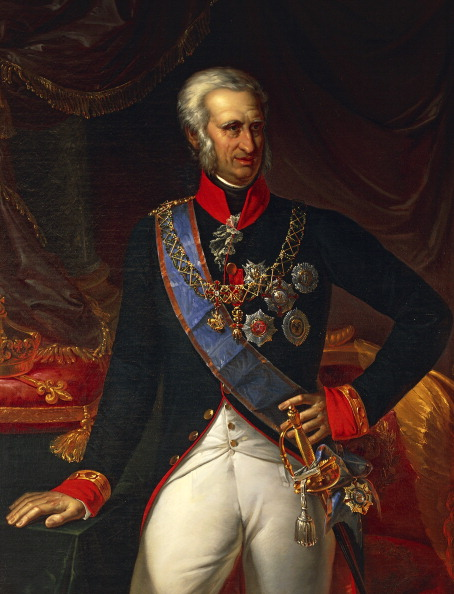
Fernando I de las Dos Sicilias.

Los efectos políticos de la restauración postnapoleónica tuvieron graves consecuencias en los reconstruidos Estados preunitarios italianos, especialmente en Piamonte. Sin embargo, en las Dos Sicilias no fue así: Fernando I y sus ministros tuvieron el mérito de dejar intactas gran parte de las innovaciones de los franceses, por lo que se puso a la cabeza de una modernizada monarquía administrativa. Lo que sí cambiaron fueron las relaciones con la Iglesia, que volvieron a ser buenas.
Incluso Tito Manzi, quien fue un exponente del gobierno de Murat, declaró que «a pesar de la presencia de tropas austriacas en el reino hasta 1817, Nápoles se distinguió en el cuadro de la Restauración, como la única capital italiana donde se logró con éxito acrecentar la fuerza del Gobierno. Además, se pudo concentrar firmemente el poder en las manos del soberano y organizar a la vez administraciones eficientes y funcionales, dar fuerza al Estado y reducir los privilegios del clero y la nobleza.»
El 1 de julio de 1820, con la noticia de que en España se había restaurado la Constitución de 1812, en Nola, se rebelaron pidiendo la constitución un grupo de militares, entre los cuales estaban Michele Morelli y Giuseppe Silvati. La revuelta fue apoyada por otros generales, como Guglielmo Pepe. Ante este levantamiento, Fernando I se vio obligado a conceder la constitución tomando el ejemplo de España, y nombró vicario suyo a su hijo Francisco. El 1 de octubre comenzaron los trabajos del parlamento elegido a finales de agosto, en el cual prevalecieron los ideales burgueses introducidos por los franceses. Entre los actos del parlamento se encuentran la reorganización de la administración de las provincias y comunas, así como medidas sobre la libertad de prensa y de culto.
Las novedades introducidas en las Dos Sicilias no fueron de agrado para las potencias europeas, dado que no cumplían con lo acordado en el Congreso de Viena. Es por eso que Francisco fue convocado a Liubliana por las potencias de la Santa Alianza. Luego del Congreso de Liubliana, el reino fue invadido por las tropas austriacas, que en marzo de 1821 derrotaron al ejército constitucional napolitano comandado por Guglielmo Pepe. Fernando decidió no luchar más para restablecer el orden en el reino y evitar entrar en guerra con Austria. Así, el 23 de marzo, Nápoles fue ocupada, la constitución fue revocada y comenzaron las represiones.

### Obras públicas y reformas

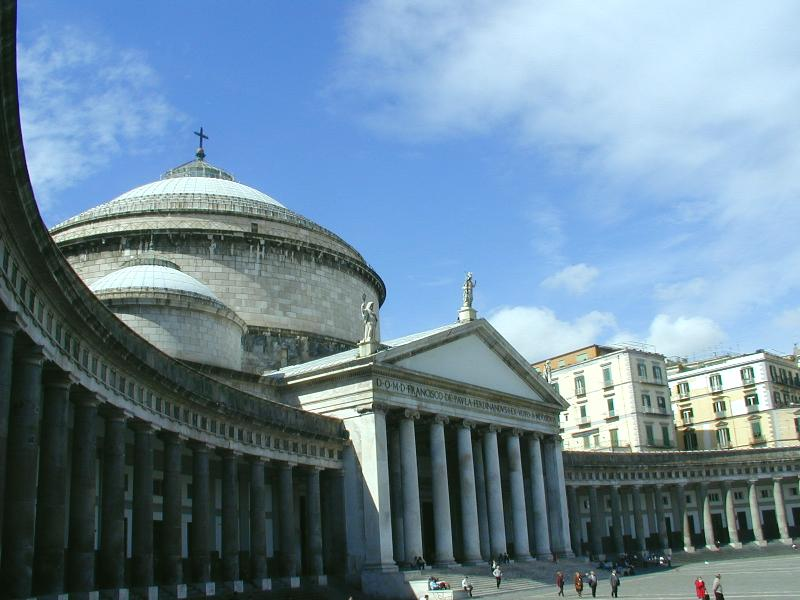
Fernando I organizó la construcción de la Basílica de San Francisco de Paula en la Plaza del Plebiscito, que en ese entonces era llamada Largo di Palazzo.

Fernando I, como rey de las Dos Sicilias, se encargó de construir edificios tanto para la familia real como para el pueblo. Se construyeron dos cementerios populares en Palermo y en Nápoles y se ampliaron varias calles napolitanas. Restauró el Palacio Real de Nápoles y terminó los palacios de Caserta y de Portici, empezados por su padre Carlos.
También mandó a construir observatorios en Nápoles y Palermo, fundó la Academia de las Bellas Artes y de las Ciencias en Nápoles en 1778 y creó una biblioteca en Palermo. En 1779 mandó a construir la fábrica de Granili y el año siguiente la Villa Real. Durante su reinado también se hicieron los teatros de Fiorentini, del Fondo y de San Fernando.Durante su reinado, el Reino de las Dos Sicilias se convirtió en uno de los centros culturales más importantes de Italia y de Europa. Se crearon escuelas gratuitas en cada comuna y en el 1779 se transformó la Casa de los Jesuitas de Nápoles en un orfanato. Se crearon las universidades de Catania en 1778 y la de Palermo en 1779. Fernando también organizó la construcción del huerto botánico de Palermo, el puerto de Nápoles, el Palacio Real de Cardito y la famosa Basílica de San Francisco de Paula en Nápoles. Además, mandó a construir puentes, hizo canalizar ríos y, en 1790, hizo sanear el Golfo de Nápoles.
Durante este reinado el reino vivió un período de prosperidad económica: se redujeron los impuestos, se creó la Bolsa de cambio y se emprendieron muchos nuevos comercios, entre los cuales estaba la pesca de corales.

### El problema siciliano

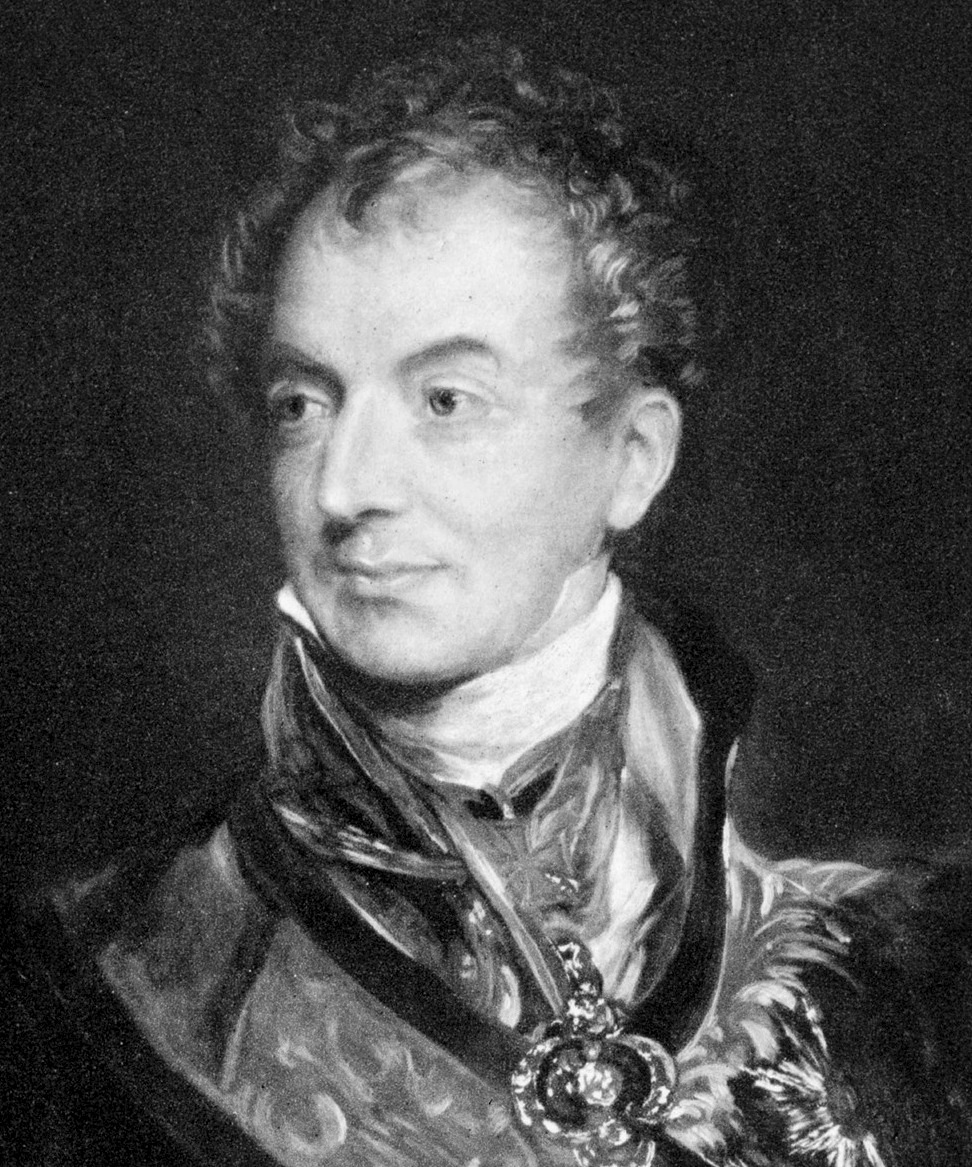
Klemens Wenzel Lothar von Metternich (Coblenza, 15 de mayo de 1773 - Viena, 11 de junio de 1859), conde y príncipe de Metternich-Winneburg. Político y diplomático austríaco.

La creación del Reino de las Dos Sicilias, o sea, la pérdida de independencia de Sicilia, sentó muy mal a los sicilianos. Esto se puede observar teniendo en cuenta la gran cantidad de revoluciones que acontecieron en la isla a partir de la formación del Estado duosiciliano. Desde los tiempos de las dinastías aragonesas se habían negado al sometimiento frente a gobiernos napolitanos; además, Sicilia perdió su Constitución de 1812, inspirada en el modelo inglés.
Este hecho exacerbó los ánimos contra los napolitanos, porque, en realidad, el organismo parlamentario se remontaba al tiempo de los normandos, del cual los sicilianos estaban orgullosos y al que juraban fidelidad todos los reyes que gobernaban la isla. Aunque este parlamento no tenía nada de democrático, representaba la voluntad de los nobles y, generalmente, era manipulado por los soberanos.
Las relaciones entre los reyes borbónicos y los barones sicilianos fueron cordiales hasta 1780, cuando, debido al empuje del absolutismo reformador, el rey de Nápoles, Fernando IV, envió a la isla al marqués Domenico Caracciolo para reducir el poder de Sicilia. A partir de entonces aumentaron las desconfianzas recíprocas entre napolitanos y sicilianos: en 1778 fueron limitados los derechos de trasmisión hereditaria de los feudos, el 4 de mayo de 1789 se abolió el vasallaje personal y, en 1790, fue aprobado un proyecto de un nuevo catastro, que debía ser la base de un sistema fiscal que reducía los privilegios de los barones.
Durante la ocupación francesa del Reino de Nápoles, el soberano se refugió en Sicilia con la protección del Reino Unido. En 1812 se abolió el feudalismo y fue promulgada una nueva constitución, que seguía el modelo inglés. Gran Bretaña, promotora de la transformación de monarquía absoluta a monarquía constitucional, deseaba apoderarse de la isla: el enviado inglés Lord Bentinck negoció con un enviado de Murat en la isla de Ponza, que el soberano francés se mantendría en el poder aunque cayera Napoleón, a cambio de que Sicilia fuera cedida a Gran Bretaña.
Después del congreso de Viena, el austriaco Klemens von Metternich defendió la restitución de Fernando I para favorecer los intereses de Austria en el territorio meridional. A cambio de su empeño personal para que Sicilia quedara en poder de Fernando, Metternich pidió a la casa de Borbón dos millones de francos. El rey napolitano quiso pagar solo un millón doscientos mil francos, pero el diplomático austríaco no aceptó, en tanto que su patrimonio familiar había sido dilapidado por su padre. Gran Bretaña se conformó con poseer solamente Malta, para compensar el hecho de que la península itálica estaba bajo la influencia de Austria. Lo importante para Gran Bretaña era evitar la influencia francesa sobre la región.
Los sicilianos no estuvieron de acuerdo con la nueva ley de Fernando I, que reservaba para él mismo casi todas las responsabilidades administrativas de la isla. También el clero estaba en contra de la monarquía napolitana y poseía una representación política de sesenta y cinco miembros en el parlamento establecido por la Constitución de 1812.
En 1819, la legislación administrativa, centralizada y antifeudal, fue incorporada también en Sicilia, pero encontró muchísima resistencia por parte de la nobleza. Solo en 1838 se pudo abolir el carácter patrimonial de las tierras de los barones, dando fin al feudalismo.

#### El intento constitucional

Bandera del Reino constitucional de las Dos Sicilias (1848).

Debido a las diversas revoluciones del 1848 en toda Europa, los Estados fueron cediendo ante las presiones de la rebelde burguesía otorgando la Constitución. De los Estados italianos, el duosiciliano fue el primero en seguir esta vía cuando, el 29 de enero de 1848, Fernando II concede la Constitución (promulgada el 10 de febrero) dada la grave revuelta siciliana por la independencia iniciada a finales de 1847 y por la insistencia de los liberales napolitanos.
No fue extraño que las Dos Sicilias, después de las revoluciones del 1848, haya sido el primer Estado italiano constitucional; el sur estaba a la vanguardia de los pensamientos liberales italianos, quedando demostrado en las Constituciones del 1812 y de 1820. Toda la prensa liberal italiana aplaudió a Fernando II y, en Turín, dos mil personas con banderas marcharon delante de la residencia del cónsul de las Dos Sicilias para felicitarlo.
El 3 de abril, la bandera de las Dos Sicilias (blanca con el escudo Borbón en el centro), incorporó un borde verde y otro rojo. La pesada y casi "infantil" festividad de los napolitanos provocó grandes destrozos. Las calles de Nápoles se vieron plagadas de desfiles casi cotidianos cada vez más inflamados. Se publicaron una gran cantidad de diarios, la mayoría escritos por inexpertos, que discutían como mejorar la nueva Constitución. 
Las elecciones se celebraron el 18 de abril pero la afluencia a las urnas fue escasa. El lunes 15 de mayo, en coincidencia con la apertura del primer parlamento, en el palacio comunal de Monteoliveto di Napoli, un grupo de diputados revolucionarios, liderados por Giovanni La Cecilia y Pietro Mileti, declararon insatisfactoria la Constitución apenas proclamada. Propusieron modificaciones como la abolición de la Cámara de los Pares y se negaron a prestar juramento al rey. En realidad querían derrocar la monarquía y proclamar la república.
Las tentativas de acuerdo con los revolucionarios fueron frenadas por los rumores llegados al parlamento de que las tropas del rey marchaban hacia la asamblea, lo cual era completamente falso. El rey mandó emisarios para demostrar la falsedad de las acusaciones, pero no sirvió de nada: fueron colocadas alrededor de noventa barricadas en las calles de Nápoles y muchos militares que estaban en servicio fuera del palacio fueron atacados, hubo muertos y heridos. Solo después de estos actos, la mañana del 16 de mayo, el rey ordenó reprimir la revuelta. Un comandante prometía eliminar a los canallas del país, el rey le respondió:

Esté calmo señor, y no llame canalla al pueblo. Son napolitanos, son mis campesinos, mis súbditos. Un elemento nocivo los ha exasperado, ¡pero se trata siempre de mi pueblo! Si se deja llevar por la pasión será una masacre, y eso es lo que quiero evitar a toda costa. Tome prisioneros pero no fusile, en las calles hay mucha gente que mañana estará arrepentida de su error.
Fernando II

Sin embargo, hubo muchas víctimas y devastación, aunque los diputados antimonárquicos no sufrieron daño alguno.
El 25 de mayo se limitó la libertad de prensa alegando que infundía rumores falsos entre la población y que muchos periódicos eran antimonárquicos. El 15 de junio se celebraron nuevas elecciones que también tuvieron escasa participación ciudadana. El gobierno surgido de esas elecciones entró en conflicto con el rey, situación que se prolongó hasta el 12 de marzo de 1849, cuando el rey prometió unas nuevas elecciones que nunca se concretaron.
A finales de marzo, Fernando II ofreció a Sicilia un parlamento, un virrey propio y amnistía a los revolucionarios. Esto no fue suficiente para los opositores de la isla, pues el grito de guerra se escuchaba ya entre los miembros de la Cámara siciliana. El rey mandó el ejército y, en septiembre de 1848,  envió también parte de su flota, considerada la tercera más grande del mundo. El ejército ocupó la isla y hubo 1500 soldados napolitanos muertos, no se sabe cuántos sicilianos.
Desde los acontecimientos del 15 de mayo de 1848, el rey, previamente alabado por los liberales, comenzó a recibir apodos como Monstruo coronado, Tigre Borbón, Calígula de Nápoles y, sobre todo, Rey bomba. Cabe aclarar que las insurrecciones eran muy comunes en los Estados europeos de la época.
El 19 de mayo de 1849 se volvió a usar la tradicional bandera blanca con el escudo Borbón y la constitución fue suspendida pero no derogada. Así falló el primer intento Constitucional de Italia.

### Las Dos Sicilias en el contexto italiano

Estados italianos preunitarios.

Hay que retroceder a los tiempos del emperador romano de Oriente Justiniano I para  reencontrar una Italia políticamente unida. Desde la invasión de los lombardos, en el año 568, se rompió la secular unidad de la península y, durante 1300 años, en el territorio itálico se generaron diversas entidades políticas. A pesar de esa división, Italia, fue quizás la nación más precoz de Europa, aunque no tuvo un Estado unitario hasta el año 1861.
Durante la Edad Media, mientras el norte se dividía en pequeños y cambiantes Estados o era conquistado por diversas potencias, el sur, desde el siglo XI, a partir de la dinastía normanda que lo unificó en un único reino, permaneció unido. Su centro más importante, hasta la segunda mitad del siglo XIII, fue Palermo, donde nacieron las primeras expresiones literarias en lengua italiana, siendo también capital del reino de Federico II durante largo tiempo. Mientras, a partir del siglo XIV, Nápoles se convirtió en el máximo centro político, económico y cultural del sur de Italia, y entre los más importantes de Europa.

#### Las Dos Sicilias en la primera guerra de Independencia
El Imperio austríaco ejercía, en el siglo XIX, una fuerte hegemonía sobre gran parte de Italia: el 24 de abril de 1847 advirtió, mediante una nota diplomática, al Gran Ducado de Toscana de que no consentiría reformas políticas. El 17 de julio ocupó Ferrara, acción formalmente legal por el Tratado de Viena. A este juego de supremacía política se sumó el  Imperio británico, al enviar a Lord Minto para intimidar a Austria. La respuesta de los Habsburgo fue la ocupación militar de los ducados de Parma y  Módena, estando así más cerca de Toscana y de los Estados Pontificios.
Ya en agosto, el papa Pío IX, tomó la iniciativa de formar una Liga aduanera entre Estados italianos, tomando como ejemplo aquella de los Estados alemanes de 1833 (el Zollverein). En noviembre se firmó un proyecto de entendimiento entre Roma, Florencia y Turín, y hubo contactos con Nápoles y Módena para consolidar tal proyecto.

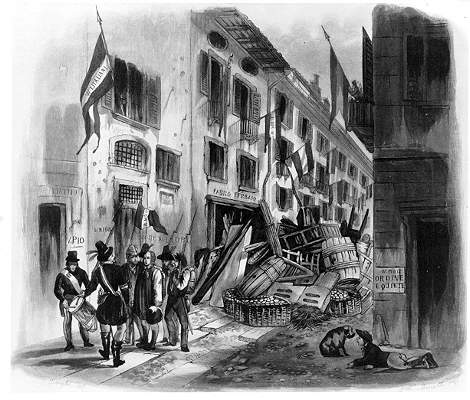
Ilustración de un enfrentamiento durante las Cinco jornadas de Milán.

El momento crucial para poner a prueba los planes de una unión federal italiana fue el año 1848: el 13 de marzo se produjo en Viena una insurrección exigiendo una constitución, y lo mismo sucedió entre los días 18 y 22 en Milán, en aquel entonces bajo dominio austríaco; este último episodio es conocido como las  Cinco jornadas de Milán. El comandante austriaco en Milán, Radetzky, tuvo que abandonar la ciudad, y los revolucionarios italianos pidieron ayuda al rey piamontés, Carlos Alberto de Saboya, para liberarse definitivamente de los austríacos. El 24 de marzo de 1848 el Reino de Piamonte-Cerdeña declaró la guerra al  Imperio austríaco, dando así comienzo a la primera guerra de independencia italiana.
El 26 de marzo, el ministro de exterior de las Dos Sicilias, solicitó la convocatoria de un congreso en Roma, apoyando el proyecto de una Liga política italiana. En dicho congreso, el representante piamontés solicitó ayuda militar. El 7 de abril, Fernando II, declaró la guerra al Imperio austríaco y envió al norte de Italia un ejército de 16.000 hombres, comandados por el general Guglielmo Pepe. El 20 de abril la ruptura entre las Dos Sicilias y Austria era completa. Sin embargo, cuando las naves duosicilianas partieron de Sicilia, los isleños abrieron fuego sobre ellas desde los fuertes, demostrando así que consideraban a Nápoles, y no a Viena, como su verdadero enemigo en aquel contexto.
El gran duque de Toscana, Leopoldo II, envió 3000 soldados, y, de los Estados Pontificios, partieron otros 7000 soldados y 10 000 voluntarios. Los ducados de Módena, Parma  y Piacenza decidieron unirse al Reino de Piamonte, y Venecia proclamó la república, separándose del Imperio austríaco.

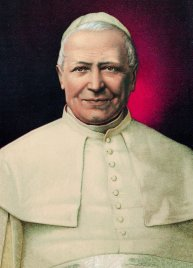
Pío IX, último soberano temporal de los Estados Pontificios.

En este momento se veía factible la posibilidad de unir a Italia mediante una Liga de Estados unidos italianos, asunto sobre el que Pío IX declaró:

Yo no sólo apruebo la Liga, la reconozco necesaria; por eso invité a los soberanos de Nápoles, Toscana y Cerdeña para concluirla; desgraciadamente el gobierno de Turín se muestra obstaculizador.
Pío IX

Los delegados piamonteses nunca fueron a Roma. En Turín se consideraba que el proyecto de la Liga debía ser frenado, ya que el rey tenía otros planes: quería convertirse él, o uno de sus sucesores, en el único rey de Italia.
Después de días de inútil espera, el 4 de mayo, tras la suspensión de las tentativas de una Liga política italiana, la delegación meridional se retiró. Sin embargo, el mismo día, el general Guglielmo Pepe, se embarcó hacia el norte: era uno de los entusiastas de la Unificación, mientras que otros generales no lo eran. Entre los generales del ejército sur la causa de independencia del norte era menos popular.
Tras la insurrección antimonárquica del 15 de mayo de 1848, el día 22 Fernando II ordenó al ejército meridional terrestre y marítimo regresar al reino, muy preocupado por las revoluciones independentistas en Sicilia. Por eso fue muy criticado por los liberales de la época, pero había que considerar dos factores: no había ningún pacto entre el Reino de Cerdeña y las Dos Sicilias, por lo que, en caso de derrota piamontesa, el Imperio austríaco habría podido invadir el sur; mientras que, en caso de victoria, el reino meridional  no habría obtenido ningún beneficio directo. Sumado a esto, si mantenía las tropas allí en medio de una revolución se arriesgaba a perder la isla de Sicilia.
Sin embargo, las operaciones en el norte estaban en una situación favorable, y los soldados meridionales contribuyeron de forma decisiva a las victorias en las batallas de Mortara, el 29 de mayo, y la de Goito, el 30, a pesar de la inferioridad numérica, por lo que el belicoso Guigliermo Pepe desobedeció la orden del rey y permaneció en la zona de conflicto, con una parte de su ejército que lo siguió.
Mientras tanto, el 29 de mayo se realizó una votación para la unión de Lombardía al Reino de Piamonte (561.000 votos a favor y 681 en contra) que debía ser confirmada por una asamblea constituyente en un futuro próximo. Poco después, el 11 de junio, las tropas pontificias comandadas por Giacomo Durando fueron derrotadas en Vicenza.
El contingente naval meridional estaba al mando del almirante Raffaele de Cosa, quien se negó a cumplir en una primera instancia la orden de retirase. Ante una nueva orden de regresar al reino, recibida el 11 de junio mientras se producía el bloqueo de Trieste (ciudad italiana que constituía el mayor puerto del Imperio austríaco), y dado que la mayoría de los marinos eran fieles al rey, decidió finalmente acatar la orden y partió la noche del 12.

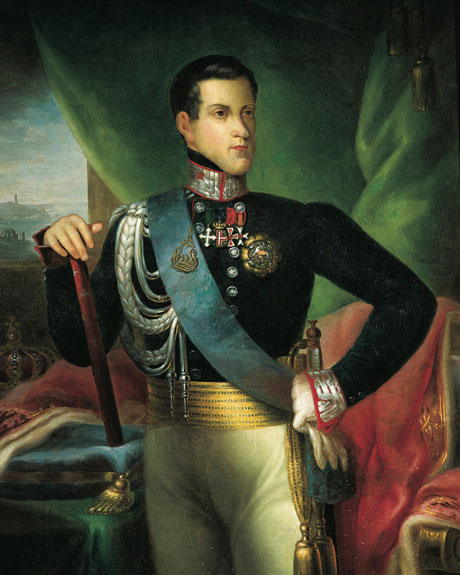
Carlos Alberto de Cerdeña (Turín, 2 de octubre de 1792 – Oporto, 28 de agosto de 1849).

Pero la guerra continuaba: los austriacos tomaron la ofensiva en las operaciones, y el 23 de julio se produjo la derrota piamontesa de Custoza. Carlos Alberto de Saboya se retiró a Milán, donde fue asediado por los propios milaneses en el palacio donde se hospedaba y en medio de la noche regresó a Turín.
Finalmente se alcanzó un armisticio por el que Imperio austríaco recuperó varios de sus territorios italianos, pero que no otorgó ningún beneficio al Gran Ducado de Toscana, que había combatido hasta el final. Esto puso de manifiesto que Carlos Alberto consideraba este primer enfrentamiento contra Austria como una guerra dinástica, utilizando a los italianos para su propio beneficio. Piamonte perdió gran parte de Lombardía y Radetzky volvió a Milán. Al año siguiente se reanudaron las hostilidades, pero los piamonteses fueron vencidos definitivamente en Novara el 3 de marzo de 1849. Después de este último fracaso, Carlos Alberto se vio obligado a abdicar en favor de su hijo Víctor Manuel II. Las causas principales de la derrota se pueden encontrar en la retirada de las tropas pontificias y meridionales por un lado, y por otro, en que Carlos Alberto anteponía el expansionismo de su dinastía a expensas de la confederación italiana.
La primera guerra de Independencia fue la única que logró la participación de todos los Estados italianos. Tras la derrota se perdió para siempre la posibilidad de lograr una unificación italiana que garantizara al mismo tiempo la autonomía de todos los Estados. Esta fue la principal causa de la "mala unificación" posteriormente lograda por el Reino de Piamonte-Cerdeña.

#### Fricciones diplomáticas

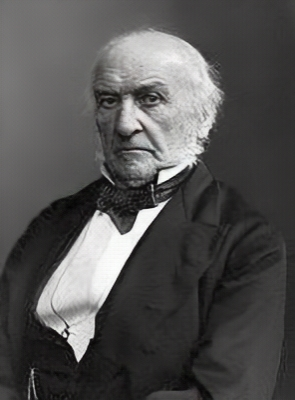
William Gladstone (Liverpool, 29 de diciembre de 1809 - Hawarden (Gales), 19 de mayo de 1898) primer ministro del Reino Unido.

A partir de la crisis diplomática con el Imperio Británico denominada cuestión del azufre, este practicó una política desestabilizante en contra de las Dos Sicilias. William Gladstone fue enviado por su gobierno para seguir de cerca y fomentar el proceso de  difusión de ideas antimonárquicas en curso en las Dos Sicilias. En septiembre de 1849 explotó una bomba delante del Palacio Real de Nápoles, mientras se celebraba una fiesta por la llegada del papa Pío IX a la ciudad, el cual tuvo que huir de Roma a causa de la instauración de la República romana. De estos hechos hubo cuarenta y dos imputados, de los cuales los primeros tres fueron condenados a cadena perpetua, otros dos mandados a prisión por treinta años y, el resto de los culpables, condenados al exilio.
Gladstone regresó a Londres en 1851, y se reunió con el primer ministro Lord Palmerston, mostrándole sus cartas enviadas al ministro de exteriores, Lord Aberdeen, en las que se etiquetaba al Reino de las Dos Sicilias como la negación de Dios, y hablándole de las malas condiciones en las cárceles napolitanas. Estas cartas exageraban el absolutismo borbónico, y cuando fueron publicadas provocaron aún más revoluciones. Después de la Unificación italiana, Gladstone confesó que las escribió por encargo de Lord Palmerston, que él no había visto ninguna cárcel y que había descrito únicamente lo que comentaban los revolucionarios napolitanos.

### El camino hacia la Unidad

#### El contexto italiano en la segunda guerra de Independencia

Retrato de Camillo Benso, conde de Cavour (Turín, 10 de agosto de 1810 - 6 de junio de 1861), obra de Francesco Hayez.

Después de la derrota del Reino de Piamonte en la primera guerra de Independencia contra el Imperio austríaco entre 1848 y en 1849, este último continuó ejerciendo su poder sobre la península. Pero Napoleón III, emperador de Francia, realizó una política orientada a expulsar a los Habsburgo de Italia, favoreciendo los deseos expansionistas del Piamonte. Al mismo tiempo el Imperio Británico que, junto con Francia, controlaba el norte de África, no quería que Napoleón III extendiera su influencia en la península para tener mayor control del Mediterráneo.
Camillo Benso, conde de Cavour, obtuvo el cargo de primer ministro del Reino de Piamonte-Cerdeña en 1852, y comenzó a buscar apoyo contra el Imperio austríaco entre las principales potencias de la época: Imperio francés e  Imperio Británico. En el mismo período, británicos y franceses, junto con el Imperio otomano, entraron en guerra con el Imperio ruso en 1854, en la  denominada guerra de Crimea. Los británicos pidieron al Piamonte el envío de tropas, y Cavour aceptó mandar 18 000 soldados. En las Dos Sicilias, Fernando II, declaró en vez su neutralidad en el conflicto, y negó a británicos y franceses el uso de los puertos de la Italia meridional como base de operaciones de guerra, provocando la ira de las dos potencias.
Tras el apoyo militar proporcionado por el Reino de Piamonte en la guerra de Crimea, entre Napoleón III y el rey piamontés, Víctor Manuel II, se comenzaron los preparativos para la guerra contra el Imperio austríaco, y se acordó que, en caso de victoria, el Reino de Piamonte-Cerdeña recibiría los territorios de Lombardía y Véneto, y los ducados de Módena y Parma, y como compensación Francia recibiría Saboya y Niza. El 23 de abril, Austria dio un ultimátum de tres días a Piamonte, pidiendo el desarme. Francia y Piamonte no quisieron atacar primero a Austria, para que los Habsburgo quedasen ante Europa como los agresores. El 29 de abril de 1859, el ejército austríaco, al mando del general Ferenc Gyulai, atravesó el Río Tesino e invadió el territorio piamontés, dando comienzo a la denominada segunda guerra de independencia italiana. Tras esta guerra se expulsaron a los duques habsbúrguicos de Toscana, Parma y Módena, cuyos territorios fueron anexados al Reino de Piamonte.

#### Francisco II de las Dos Sicilias

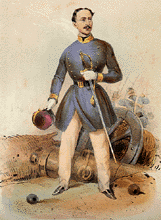
Francisco II de las Dos Sicilias (Nápoles, 16 de enero de 1836 - 27 de diciembre de 1894).

El 22 de mayo del 1859, después de treinta años de reinado, murió Fernando II. Heredó el trono su hijo de veintitrés años, Francisco II, el cual no tenía suficiente experiencia, con un carácter muy débil y muy tímido. Franceses y británicos reanudaron la diplomacia con las Dos Sicilias, y mandaron a Nápoles  diplomáticos para atraer al joven soberano a su esfera de influencia política: le pedían la reactivación de la monarquía constitucional, y de intervenir en sus guerras. Pero Francisco tenía muy en claro la frase del padre: "Constitución igual a revolución", y tampoco quería aliarse con el rey de Piamonte.
El 7 de junio, turbado de las manifestaciones de los liberales napolitanos que querían entrar en guerra al lado del Reino de Piamonte, Francisco II nombró como presidente del Consejo y ministro de guerra a Carlo Filangieri, una figura militar y política de primer nivel, conocido y respetado internacionalmente. La negativa del rey a conceder la Constitución y aliarse con el Piamonte, fue determinante para la cercana caída del reino.
Por su parte, Gran Bretaña aconsejaba la neutralidad al rey napolitano, porque tras una victoria de Napoleón III, Francia extendería su influencia también al sur de Italia. Esto dio lugar a una política de aislamiento del Reino de las Dos Sicilias en un contexto europeo plagado de alianzas estratégicas.
Después de la victoria franco-piamontesa en la segunda guerra de independencia italiana, el  Imperio británico se vio obligado a cambiar su política: la confederación de Etsados italianos tenía el riesgo de ser dominada por el Imperio francés, el cual había salido vencedor.  También por esta razón se debía lograr un Estado italiano políticamente unido, para frenar la influencia francesa en la península y en todo el Mediterráneo.
 Inglaterra envió representantes para  favorecer y acelerar la Unificación italiana.

### Anexión y fin del reino

#### Las revoluciones sicilianas
Ya en 1820, y después en 1848, se dieron en Sicilia las primeras revoluciones, pues en la isla, además de los ideales unitarios —presentes sobre todo entre los intelectuales  de corte mazziniano— se quería también la liberación del dominio napolitano. El 13 de abril de 1848 se llegó a proclamar la deposición de Fernando II, y se ofreció la corona a la Casa de Saboya, que se negó porque Fernando envío una carta al Piamonte amenazando con un conflicto armado.
Sin embargo, bajo el gobierno borbónico, Sicilia gozaba de excepcionales privilegios: los impuestos eran bajos, no existía el servicio militar obligatorio y la vida era segura. Las calles de Sicilia eran tan seguras como las del norte de Europa. En la década del 1850 se construyeron más avenidas, se ampliaron los puertos y se crearon escuelas y hospitales; a pesar de todo esto, los sicilianos estaban descontentos y querían la autonomía de la parte peninsular del reino.
Por su parte, Giuseppe Mazzini incitaba las rebeliones de los sicilianos, y se reunía en el norte de Italia con los rebeldes que iban a pedir ayuda. Para el Reino de Piamonte-Cerdeña este clima era perfecto para anexar las Dos Sicilias.

#### La Expedición de los Mil

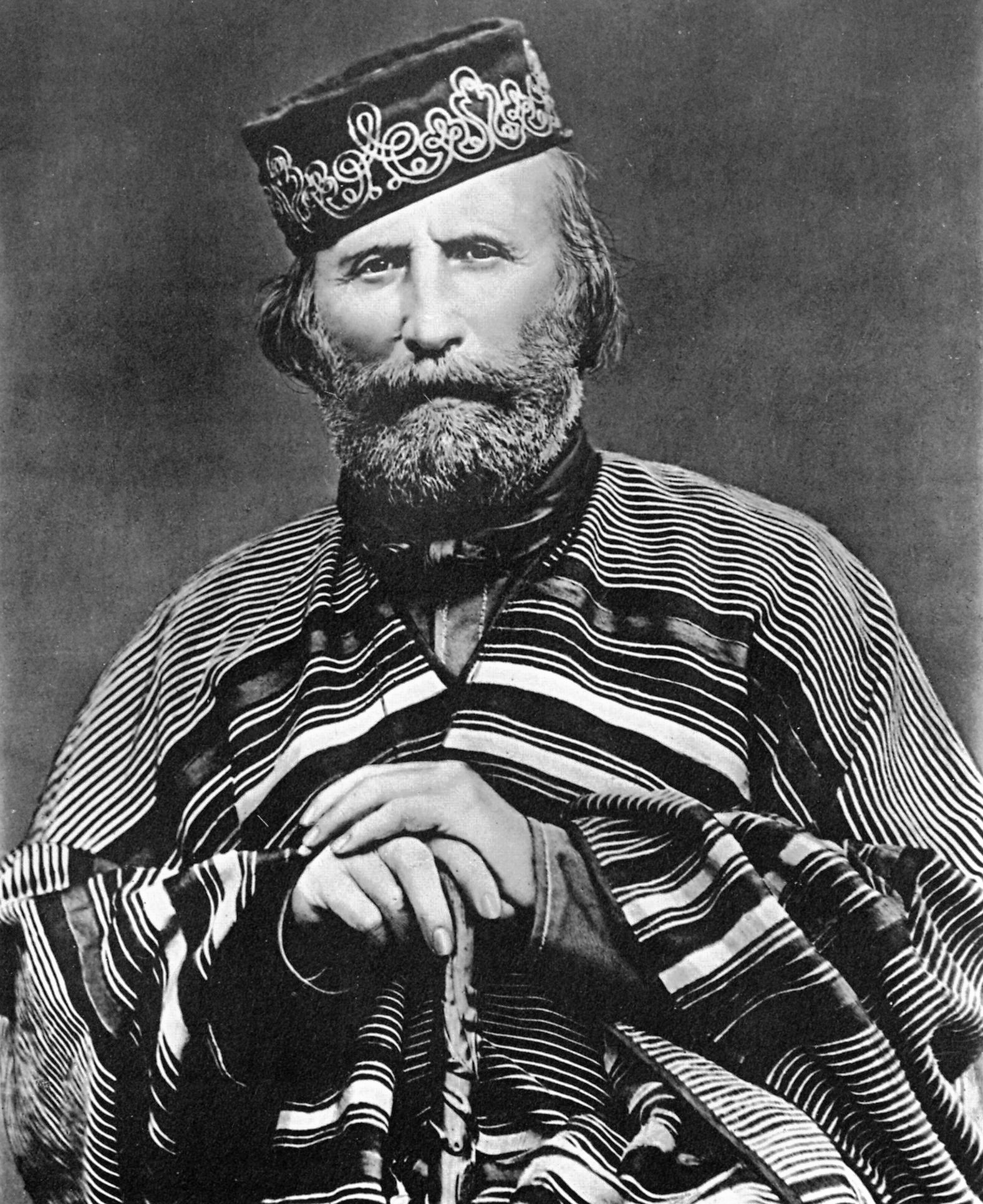
Giuseppe Garibaldi (Niza, 4 de julio de 1807 - Caprera, 2 de junio de 1882), militar y político italiano.

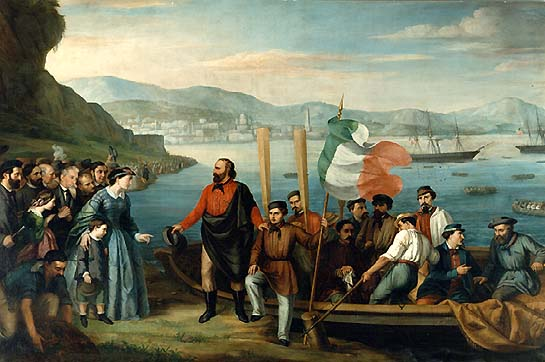
"Partida de Quarto", pintura expuesta en el Museo nazionale del Risorgimento italiano, Turín.

Giuseppe Garibaldi, con la llamada "Expedición de los Mil" (Spedizione dei Mille, en italiano), fue quien conquistó el Reino de las Dos Sicilias, en el marco del  proceso histórico conocido como Risorgimento. El 6 de mayo de 1860 zarpó de la playa de Quarto (en la Provincia de Génova) con 1 033 hombres, en su mayoría veteranos de las guerras de Independencia, en dos barcos de vapor hacia la isla de Sicilia.
El 11 de mayo desembarcó en Marsala (Sicilia occidental) sin grandes problemas. En el puerto de la ciudad había dos buques de guerra ingleses llegados a Sicilia para proteger los intereses británicos en la zona. Los ingleses no hicieron nada para ayudar a Garibaldi, pero condicionaron la reacción de la marina militar borbónica que fue tardía e ineficaz. Una vez en la isla, los  Camisas rojas (así eran llamadas las tropas de Garibaldi) aumentaron de número gracias a los sucesivos desembarcos y a los voluntarios sicilianos que se alistaron en sus filas. Garibaldi venció al ejército borbónico en la batalla de Calatafimi, a pesar de la superioridad numérica de los adversarios y del desarrollo inicial que favorecía a estos. Según Giacinto de' Sivo, un funcionario del Reino de las Dos Sicilias, el general borbónico Landi, había sido convencido de retirar sus tropas por los piamonteses, recibiendo dinero y la promesa de un cargo importante en el futuro ejército de la Italia unificada.
Garibaldi tomó la ciudad de Palermo, cruzó el estrecho de Mesina y entró en el continente peninsular. Siguió avanzando con poca resistencia hasta Salerno, ciudad muy cercana a Nápoles. Solo en este momento el rey Francisco II se percató del peligro que corría. Decidió retroceder la línea de defensa al río Volturno, ubicado al norte de Nápoles, para evitar el asedio de la capital del reino. Garibaldi entró en la ciudad aclamado por la multitud napolitana que lo acogió con entusiasmo. Más tarde se proclamó dictador de las Dos Sicilias en nombre del rey de Piamonte-Cerdeña.
Ya con la capital meridional tomada, el 8 de octubre el gobierno piamontés emitió un decreto que convocaba un plebiscito mediante sufragio universal masculino en toda Italia para ratificar la anexión al Reino de Piamonte de los demás Estados italianos. La fórmula era: "¿El pueblo quiere una Italia unida e indivisible con Víctor Manuel II como rey constitucional y sus sucesores?". El sur continental votó el día 21 de octubre. El voto no fue totalmente secreto, de hecho se votaba en las plazas, en los edificios públicos y en las iglesias. Había tres urnas en cada recinto de voto, dos que contenían las boletas del Sí y No, y la otra donde se colocaba el voto. Los resultados en Nápoles fueron 1 032 064 votos por el Sí y 10 302 por el No, lo que da un 99,19 % de votos favorables. En Sicilia, donde se había votado el 12 de octubre, se dieron 432 053 Sí y 709 No, un resultado de 99,84 %.
El rey Francisco II reorganizó su ejército de 40 000 hombres detrás del río Volturno, pero fue derrotado por los garibaldinos en la llamada batalla del Volturno. Debido a las bajas sufridas en dicha batalla, Garibaldi solicitó ayuda militar al gobierno piamontés y Francisco II quiso aprovechar el estancamiento de los garibaldinos para volver a atacar; pero los generales le aconsejaron reorganizar las fuerzas, y entonces se retiró de Capua a Gaeta.
Allí, el rey Francisco II, con sus últimos 20 000 soldados, fue asediado hasta el 13 de febrero de 1861 por el general piamontés Enrico Cialdini, con 18 000 soldados. Después de meses de asedio, Francisco II se dio cuenta de la imposibilidad de la victoria, y empezó a barajar la opción de la retirada. A las siete de la mañana del 14 de febrero del 1861, el rey y la reina abandonaron Gaeta, y se embarcaron en una nave francesa que los trasportó a Terracina, en los territorios papales. Después de la retirada, el rey nunca abdicó, dejando para él y sus herederos el título de rey del Reino de las Dos Sicilias. 
Al caer Gaeta, solo quedaban dos fortalezas de las Dos Sicilias: Mesina y Civitella del Tronto. La primera cayó el 13 de marzo de 1861, por la acción de las tropas de Cialdini, mientras, Civitella del Tronto, en la provincia de Teramo, fue la última fortaleza de las Dos Sicilias, y cayó el 20 de marzo, tres días después de la proclamación del Reino de Italia.

### Situación post-unitaria

#### Bancos y reformas fiscales
El 17 de marzo de 1861, Víctor Manuel II,  asumió el título de "Rey de Italia por la gracia de Dios y voluntad de la Nación". Fue reconocido por las potencias europeas, a pesar de que violaba el tratado de Zúrich y el de Villafranca, que le prohibían ser rey de toda Italia. 
En el momento de la Unificación de Italia, los bancos más importantes eran el Banco de las Dos Sicilias (con 200 millones de liras de la época) y el Banco de Milán (con 120 millones de liras). Durante los primeros cinco años, se produjo una lucha entre el banco napolitano y el banco piamontés. Pero, mientras que este último tenía ya sucursales por toda Italia, la situación del  Banco de Nápoles era muy diferente, siendo sus sucursales limitadas únicamente al territorio de las Dos Sicilias y en clara desventaja competitiva con las piamontesas.
Antes de la Unificación, el Reino de Piamonte-Cerdeña tenía una enorme deuda pública, pero, tras la anexión del sur, el nuevo Estado italiano unificado declaró bienes nacionales al oro estatal depositado en las Dos Sicilias, el cual representaba 2/3 de la total reserva áurea de Italia. A esto se le suma la nueva política fiscal unitaria, que favorecía los intereses de las regiones del norte ante las del centro y del sur: tras la unificación surgieron nuevos impuestos, sobre la agricultura, la industria, la edificación, el consumo, hecho que ponía en desventaja a las regiones centrales y meridionales. Al mismo tiempo, los subsidios  proporcionados por el Estado, no se adaptaban de manera exacta a las necesidades de los distintos territorios italianos.

#### El fenómeno delbrigantaggio

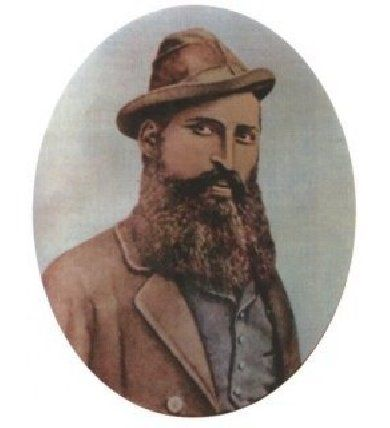
Carmine Crocco, (Rionero in Vulture, 1 de junio de 1830 - Portoferraio, 18 de junio de 1905), fue el más conocido de los llamados briganti.

Tras los edictos de los nuevos soberanos, que declaraban bienes nacionales muchas tierras de toda la península, después de la anexión de las Dos Sicilias, se produjeron diversas rebeliones en las regiones del sur, debido a los problemas sociales preexistentes y a las promesas de reformas agrícolas incumplidas por parte del nuevo gobierno. Estas rebeliones, conocidas como «brigantaggio post-unitario», se transformaron en una sangrienta guerra civil que duró casi diez años. En esta circunstancia, el gobierno borbónico en el exilio explotó la rabia de los campesinos meridionales en un intento de recuperar el trono, nombrando algunos briganti (bandoleros) locales para conducir las revueltas, de los cuales el más famoso fue Carmine Crocco.
Los llamados «briganti» practicaban guerra de guerrillas y realizaban saqueos. Estos eran apoyados con armas y provisiones también por el clero, que se había visto disminuir sus privilegios con el nuevo gobierno de los soberanos de la Casa de Saboya. Tal situación causó serios problemas sociales y de orden público en las zonas más rurales del sur de Italia, poniendo en dificultad al recién instituido Estado italiano unitario.
En 1870, el rey, dio poderes extraordinarios al general Enrico Cialdini, para que interviniera en las áreas rurales del ex Reino de las Dos Sicilias, y las rebeliones se pudieron sofocar totalmente solo hacia el año 1878. En el mismo periodo, muchos campesinos meridionales emigraron hacia el continente americano, especialmente en países como Estados Unidos y Argentina.

## Economía
Desde los tiempos del rey Carlos VII, el Estado meridional vivió una fuerte reactivación económica, debido a la total restauración de las estructuras del reino, tanto política como económicamente. Sin embargo, a partir de las revoluciones del año 1848, comenzaron a notarse diferencias entre los valores previstos por el Estado y los reales, es decir, los ingresos eran menores a los esperados, y los gastos mayores. Durante algunos años, entre 1848 y 1860, se produjo déficit fiscal en la economía.
A pesar de este último retroceso, el Reino de las Dos Sicilias poseía, en su momento, la mejor finanza pública de todos los Estados italianos preunitarios, y concentraba, de hecho, más de las dos terceras partes del total del oro de la península.

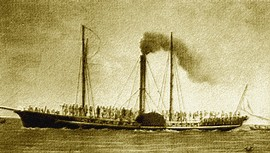
El Fernando I, primer buque a vapor italiano en cruzar el Mediterráneo, zarpó de Nápoles el 27 de septiembre de 1818 y en su primer viaje llegó a Livorno, Génova y Marsella.

La moneda oficial del Reino de las Dos Sicilias era el ducato, que era también la moneda más fuerte de la Italia preunitaria. Un ducato valía 10 carlini, un carlino era equivalente a 10 grana, 1 grana era equivalente a 2 tornesi, y, este último, a 6 cavalli.
Con respecto las exportaciones, el Reino de las Dos Sicilias mantenía un activo comercio con países de todas partes del mundo. Fue el único Estado italiano preunitario en enviar buques mercantiles a Estados Unidos y a Australia. Esto se debió a la importancia de la flota mercantil meridional, la más numerosa de Italia y una de las  mayores de Europa, que constaba de unos 9 800 buques. A esto se le suma que el primer barco a vapor italiano en navegar en el Mar mediterráneo (1818), y el primero en llegar a América (1854), fueron meridionales.

### Industria
La industria más importante era la metalúrgica. En el reino existían alrededor de 100 industrias de este tipo, entre las cuales se destacaba el centro industrial de Pietrarsa (cerca de Nápoles), donde trabajaban más de 1 000 obreros. Entre los logros más importantes de la industria metalúrgica meridional, se destaca la fabricación de la primera locomotora italiana, inaugurada en 1836.
Otra industria muy importante del reino era la producción textil, la cual proporcionaba la segunda fuente de ingresos por exportación, después de los productos agropecuarios. Los  tejidos producidos eran de algodón,  lana, seda y cuero. La producción textil estaba diseminada por todo el reino, pero era Salerno la ciudad más importante bajo este aspecto. Allí trabajaban más de 10 000 obreros, por esa razón era denominada "La Mánchester de Italia". Los productos de cuero más fabricados eran carteras y guantes; estos últimos eran, después de los ingleses, los más abundantes en el mercado europeo. En 1860 la producción llegó a ser de 850 000 unidades anuales.

### Agricultura
La agricultura era el sector más fuerte de la economía meridional. Con solo el 36% de la población de Italia y sin tener grandes llanuras como lo es la del Po, en el sur se producía el 50.4% del trigo, el 80.2% de la cebada y avena, el 53% de laspatatas y el 41.5% de las legumbres de toda la Italia.
A su vez, eran sumamente importantes las agroindustrias, de las cuales las principales eran la producción de pasta, de productos relacionados con el tomate y el aceite de oliva. Este último era exportado a todo el mundo y constituía la mitad de las exportaciones de las Dos Sicilias.

### Minería

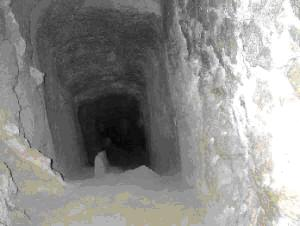
Mina de azufre en Sicilia.

El producto minero más explotado del reino era el azufre, cuyos yacimientos se localizaban principalmente en Sicilia. La explotación de este mineral cubría el 90% del consumo mundial de este producto, indispensable para la industria de la época, en especial en la de los explosivos. La minería de azufre de las Dos Sicilias tenía un valor muy estratégico en el comercio mundial, y a esta razón se atribuye el constante interés del Imperio británico en la explotación del azufre siciliano. El rey Fernando II comenzó a incomodar a Gran Bretaña con la denominada cuestión del azufre: Desde 1816 existía entre Londres y Nápoles un tratado de comercio, y rápidamente los mercaderes británicos se aprovecharon para obtener casi toda la producción de azufre de la isla. Compraban barato y lo vendían a precios altísimos. Entonces Fernando II, tratando de aprovechar al máximo los beneficios debidos a sus materias primas, le concedió el comercio del azufre a una sociedad francesa que pagaba el doble que los ingleses.
Como consecuencia de dicha concesión, las relaciones de los británicos con las Dos Sicilias empeoraron, llegando al uso de la fuerza. Palmerston mandó la flota inglesa al Golfo de Nápoles amenazando con bombardeos y desembarcos. Fernando II ordenó el estado de alarma en fuertes costeros, y desplazó las tropas a los posibles lugares de desembarco. Parecía que la guerra era inminente, pero como el Imperio austríaco había negado su apoyo al reino meridional, se firmó un tratado: se canceló el contrato con la sociedad francesa y el Reino de las Dos Sicilias debió pagar por las pérdidas de los ingleses, cuando el contrato era con los franceses. El que perdió fue el reino napolitano, aunque la reacción de Inglaterra ante estos hechos fuese de una suprema indignación.
Otra actividad minera importante era la explotación de las salinas, para la producción de sal, tanto de uso alimenticio como industrial. Las salinas más grandes se encontraban en Sicilia, en las cuales se producían unas 110 000 toneladas de sal por año. También eran notables las salinas de Apulia, las preferidas del rey Fernando II, que fundó varias villas agrícolas en la zona, distribuyendo gratuitamente terrenos y capitales a los trabajadores.

## Fuerzas Armadas

### Ejército
Su nombre oficial fue Reale Esercito di Sua Maestà il Re del Regno delle Due Sicilie. La historia de este ejército, por supuesto, encaja en el mismo espacio de tiempo en el que reinó la dinastía, a la cual  sirvió como uno de sus principales apoyos. 

### Marina
La Fuerza naval del reino. Fue una de las armadas más importantes de los Estados italianos preunitarios. Parte de sus unidades se integraron en la Regia Marina del Reino de Italia, tras la  anexión de las Dos Sicilias.

Soldado del Reggimento Reale Veterani.
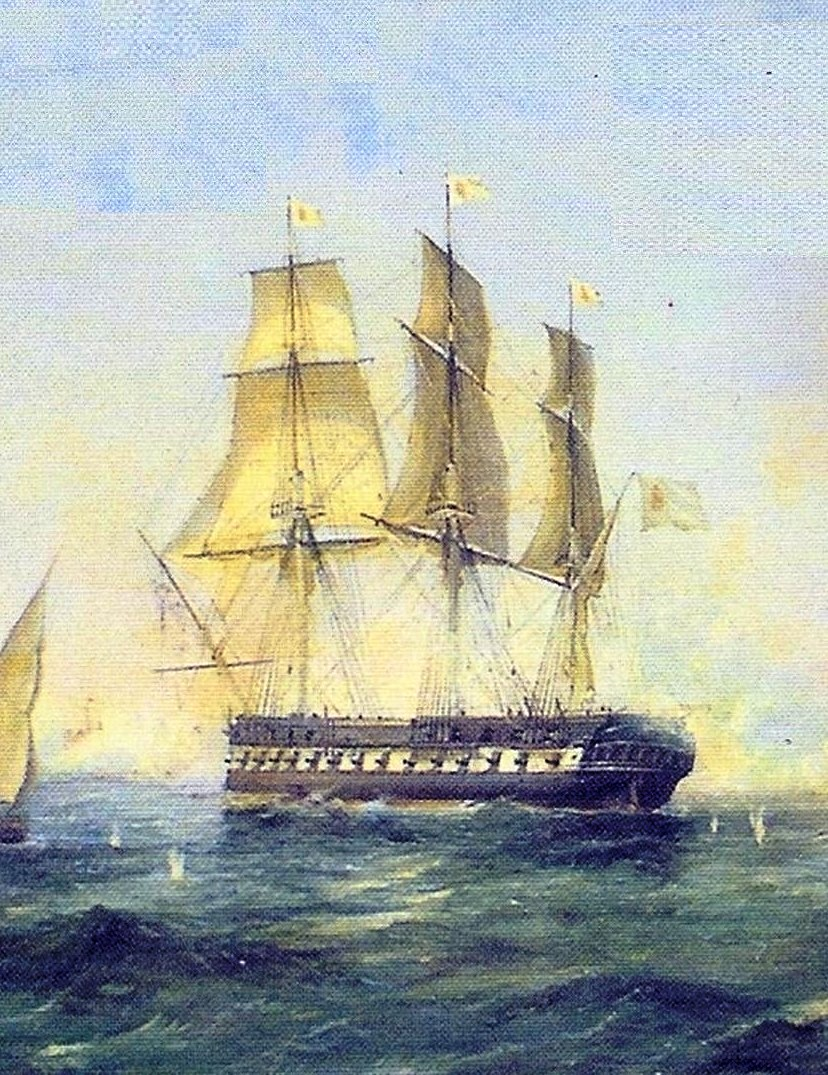
Fragata Regina Isabella

## Lengua, arte y cultura

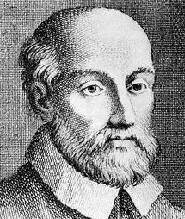
Giambattista Vico (1668-1744), abogado, filosofía de la historia y protosociólogo napolitano. Notable por su concepto de verdad como "resultado del hacer" (verum ipsum factum). Su principal obra es La Scienza Nuova (La Ciencia Nueva).

En el siglo XVIII, bajo el impulso de los Borbones, se produjo en Nápoles un significativo renacimiento cultural. Nápoles era uno de los centros culturales más importantes de Europa, y difusora de las ideas de la Ilustración, tan solo superada por París. La ciudad napolitana fue cuna de grandes personalidades de la cultura europea como Giambattista Vico, uno de los pensadores más importantes de la época; y Gaetano Filangieri, importante jurista, cuya obra: La Scienza della Legislazione (La Ciencia de la Legislación), fue inspiradora del Código Napoleónico y de la Constitución estadounidense.

### Lengua
Al igual que en los demás Estados italianos preunitarios, también en los territorios de las Dos Sicilias el idioma italiano era —desde mediados de siglo XVI, cuando sustituyó al latín— la única lengua de la administración, los estudios (con la excepción de las materias científicas universitarias, donde se alternaba con el latín) y de la comunicación escrita; a pesar de seguir teniendo, así como en el resto de Italia, un carácter elitista, puesto que solo una pequeña minoría de italianos era capaz de expresarse fluidamente en el idioma estándar, es decir, solo la parte instruida de la población.
El grueso de la población no estaba escolarizada y, aunque podía entender el italiano hablado, se expresaba casi únicamente mediante un conjunto de variedades diatópicas italorromances, de la misma familia que el italiano, como son el napolitano y el siciliano (dependiendo de la zona de procedencia del hablante), utilizadas aún hoy en día para la comunicación oral informal, mientras, la comunicación escrita, era y es monopolio exclusivo del italiano.
El mismo napolitano, que era la variedad diatópica con más difusión oral del Reino, tenía un uso mucho más limitado, como lengua escrita, sea del italiano que del latín, desde, por lo menos, la época  manierista. Por ejemplo, de los 2800 textos del siglo XVII conservados en la Biblioteca Nacional de Nápoles, solo 26 estaban escritos en napolitano (el 1% escaso del total), 1.500 en italiano (el 53,6%) y 1.086 en latín (el 38,8%).

### Educación
El Reino de las Dos Sicilias tenía cuatro universidades: Universidad Federico II de Nápoles, fundada por el emperador Federico II en 1224, la  Universidad de Mesina, la de Catania, y la la de Palermo, la más reciente y fundada por el rey Fernando I de las Dos Sicilias. Comparando con otros Estados italianos preunitarios, las Dos Sicilias estaban a la vanguardia de la educación superior. Por ejemplo, la primera Universidad de Milán se creó en 1863, ya en el Reino de Italia. En 1860, el número de egresados meridionales era mayor que el de todo el resto de Italia (16.000 meridionales por 9.000 del resto de Italia). En las casas editoras napolitanas se imprimían el 55% de los libros de Italia.
En Nápoles se instauró la primera cátedra universitaria de economía política del mundo en 1754. La facultad de jurisprudencia fue la que desarrolló el primer código marítimo y código militar de Italia. Con respecto a la geología, en Nápoles se fundó el Observatorio Sismológico Vesuviano, el primero del mundo. Con respecto a la astronomía, en Palermo, en 1801, Giuseppe Piazzi descubrió el primer planeta enano, el más pequeño de todos, que se encuentra entre Marte y Júpiter. Lo denominó Ceres Ferdinandea, y hasta 2006 se consideró un asteroide.
Pero la educación universitaria era solo para las clases privilegiadas. Con respecto a la educación pública, la educación primaria era pobre. Si bien el rey Fernando I creó numerosas escuelas gratuitas, el pueblo del interior del Reino priorizaba el trabajo agropecuario de los campesinos sobre la instrucción en las escuelas. Cabe aclarar que en las Dos Sicilias solo el 10% de los campesinos estaba alfabetizado.

### Arte

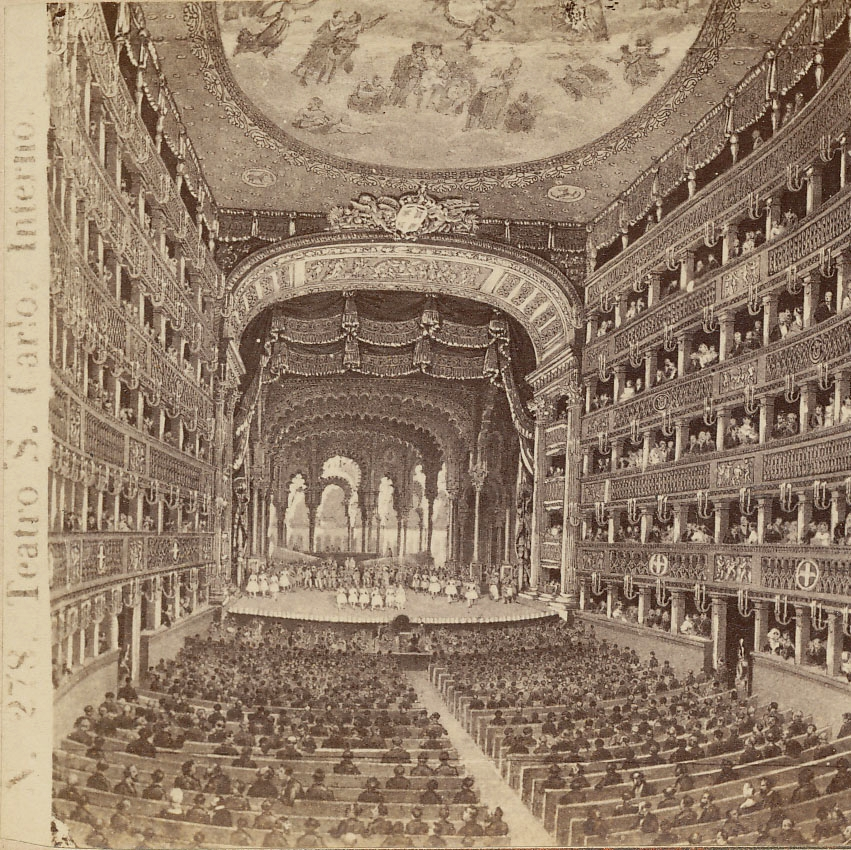
Interior del Teatro di San Carlo. Inaugurado el 4 de noviembre de 1737, es el más antiguo teatro de ópera activo del mundo, ha sido el modelo de los siguientes teatros de toda Europa.

La Nápoles borbónica era una de las capitales del arte mundial, y sobre todo de la música. En Nápoles, en la segunda mitad del siglo XVIII, se había dado origen a un nuevo estilo de ópera, la ópera buffa, que tuvo impacto en Italia y en toda Europa. Nápoles contaba con el teatro lírico más antiguo del mundo, el Teatro San Carlo, inaugurado en 1737. Este teatro era uno de los más importantes de Italia y fue cuna de grandes compositores meridionales como Alessandro Scarlatti, Giovanni Battista Pergolesi, Saverio Mercadante, Domenico Cimarosa y Giovanni Paisiello, entre otros. Entre los grandes compositores italianos que compusieron para el teatro se encuentran Rossini, Bellini, Donizetti y Verdi.
En Nápoles florecieron también otras disciplinas como la pintura, plasmada en la escuela pictórica de Posillipo, y la arquitectura, con formidables testimonios arquitectónicos como los palacios reales de Nápoles, Caserta y Portici. Importante era también la arqueología: en el reinado de Carlos VII se realizaron excavaciones en Pompeya y Herculano, cuyas piezas se encuentran en el Museo Arqueológico Nacional de Nápoles.

## Salud
El Reino de las Dos Sicilias tenía el porcentaje más alto de médicos por habitantes en Italia. Para 9 millones de habitantes del reino había 9.390 médicos, mientras que, en todo el norte, para 13 millones de habitantes había 7.087 médicos.
Este reino tenía la mortalidad infantil más baja, mientras que las cifras más altas se registraban en Lombardía, Piamonte y en Emilia Romagna. En el año 1821, una ley obligó a los progenitores a vacunar a sus hijos contra la viruela. Hasta el año 1859 no se incorporó esta ley en el Reino de Piamonte-Cerdeña.
En el 1782 se realizó la primera intervención en Italia de profilaxis contra la tuberculosis. En el año 1847 había 22 hospitales en las Dos Sicilias. El de San Leucio fue el primer hospital gratuito de Italia. El reino tuvo también la primera clínica ortopédica de Italia y, el hospital Real Morotrofio de Aversa, fue el primero de psiquiatría, y el primero en Europa en eliminar la utilización de cepos para los enfermos mentales.

## Estudio heráldico del escudo

Leyenda:- 1. Farnesio
- 2 y 10. Austria
- 3 y 12. Borgoña (Antiguo)
- 4. Portugal
- *5. Castilla
- 6. León
- 7. Granada
- 8. Aragón
- 9. Sicilia
- 11. Borgoña (Moderno)
- 13. Brabante
- 14. Flandes
- 15. Tirol
- 16. Anjou-Nápoles
- 17. Jerusalén
- 18. Borbón (España)
- 19. Médici
- A. Corona real
- B. Orden de San Jenaro
- C. Orden del Toisón de Oro
- D. Orden del Espíritu Santo
- E. Real Orden de San Fernando y del Mérito
- F. Orden Constantiniana de San Jorge
- G. Orden de Carlos III

El escudo de armas del Reino de las Dos Sicilias se compone por un escudo central oval formado por 19 partes, que representan otras zonas de Europa. Por encima se encuentra la corona real borbónica, y está rodeado por seis collares que representan las órdenes caballerescas a las que pertenecía el Rey e Infante de España.

## Himno

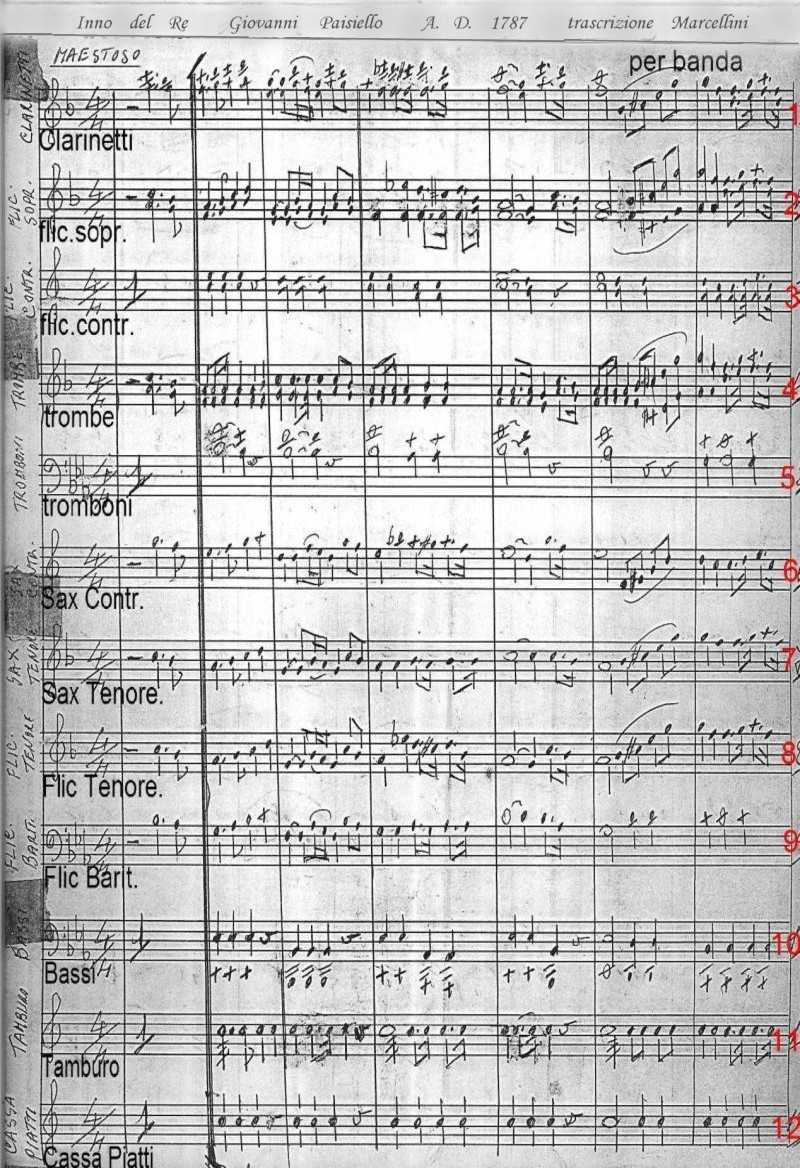
Partitura del Himno de las Dos Sicilias.

El himno de las Dos Sicilias se llamaba Inno al Re (Himno al Rey), y fue compuesto por el célebre músico tarentino Giovanni Paisiello. El nombre Fernando variaba según el rey del momento, y la frase Dios lo salve a su doble trono de sus padres hace referencia a los dos antiguos reinos de Nápoles y Sicilia
Las palabras del himno son las siguientes:
| Letra Iddio preservi il Re per lunga e lunga età come nel cor ci sta viva Fernando il Re! Iddio lo serbi al duplice trono dei Padri suoi Iddio lo serbi a noi! viva Fernando il Re! Traducción Dios conserve al rey por mucho mucho tiempo como está en nuestros corazones ¡Viva Fernando el Rey! Dios lo salve a su doble trono de sus padres Dios lo salve para nosotros ¡Viva Fernando el Rey! |